# Araneus musawas
Araneus musawas är en spindelart som beskrevs av Levi 1991. Araneus musawas ingår i släktet Araneus och familjen hjulspindlar.
Artens utbredningsområde är Nicaragua. Inga underarter finns listade i Catalogue of Life.